# 苏霍吉
苏霍吉，是匈牙利包尔绍德-奥包乌伊-曾普伦州所辖的一个村。总面积17.00平方公里，总人口1228，人口密度72.2人/平方公里（2011年1月1日）。